# Ilybius nakanei
Ilybius nakanei är en skalbaggsart som beskrevs av Nilsson 1994. Ilybius nakanei ingår i släktet Ilybius och familjen dykare. Inga underarter finns listade i Catalogue of Life.